# Big Boys Cry/Beautiful
《Big Boys Cry／Beautiful》是安室奈美惠以個人單獨名義在2013年3月6日發行的第40張單曲。

## 簡介
- 與上作《Go Round／YEAH-OH》相隔約一年的新單曲。
- 自《White Light／Violet Sauce》約七年四個月來再次以CD一版本發行。
- 《Big Boys Cry》與《Beautiful》兩曲皆為高絲「豐靡美姬‧幻粧」廣告歌。
- 《Big Boys Cry》於《Namie Amuro ASIA TOUR 2013 20th Anniversary Best》的台灣首場進行首次現場演唱。
- 《Beautiful》至今並未收錄於任何專輯中。
- 此單曲代替了《Put 'Em Up》成為安室的最低銷量單曲，總銷量約3.2萬。

## 收錄歌曲
1. Big Boys Cry
作詞：Kanata Okajima、Nermin Harambasic、Anne Judith Wik、Ronny Svendsen、Hayley Aitken、Eirik Johansen、Jan Hallvard Larsen 作曲：Nermin Harambasic、Anne Judith Wik、Ronny Svendsen、Hayley Aitken、Eirik Johansen、Jan Hallvard Larsen
  - 高絲「豐靡美姬‧幻粧」廣告歌
2. Beautiful
作詞：Tiger・Michael Szumowski・Katrina Noorbergen・Dimitri Ehlich、作曲：Michael Szumowski・Katrina Noorbergen・Dimitri Ehlich
  - 高絲「豐靡美姬‧幻粧」廣告歌
3. Big Boys Cry (Instrumental)
4. Beautiful (Instrumental)

## 資料來源
- 安室奈美恵 Information
- 安室奈美恵／台湾ライヴ 新曲 - Big Boys Cry -（页面存档备份，存于）